# Манастир Света Богородица Мавровска
Света Богородица Мавровска или Мавриотица (грч. Παναγία Μαυριώτισσα, Панагија Мавриотица или Μεσονησιώτισσα, Месонисиотица) православни манастир код града Костура, Егејска Македонија у Грчкој.

## Историја
Манастир припада Костурској епархији Цариградске патријаршије и налази се 3 км источно до града Костур, на крају полуострва Костур. Код Костурског језера налази се село Маврово, по коме је добио назив.
Црква је саграђена у 10. веку, а животопис фресака у њему је осликан у 13. веку. Верује се да је изградио цар Алексије I Комнин (1081-1118).
Манастир је првобитно имао назив Средоостровски. Почетком 17. века је преименован у Крпенички (односно Богородица Крпеничка) по оближњем селу Крпени. Негде од средине па до краја истог века добио је своје садашње име, по селу Маврово које се налази на супротној страни.
Посебно се издваја сцена „Страшни суд”. Изрезбарена улазна врата су такође из 10. века.